# 黏着语
黏着語，為綜合語的一種，具有詞形變化的一種語言類型。黏著語透過在名詞、動詞等詞根粘加上不同的詞尾來表達語法功能。
黏著語與同為綜合語的屈折語的關鍵差別在於：黏著語的所有、或多數詞綴僅表達一種意思或僅具有一種語法功能（例如日語的語尾修飾）。而屈折語一詞綴的使用則往往是一通用的語法功能（例如印歐語系中常見的格、性等變化）。並且，大多狀況中，黏著語較屈折語能不受限制地在詞素加上更多詞綴作為修飾語。但必須注意的是，在大多數案例中，黏著語和屈折語之間的界限並不明顯，因此可將黏著語和屈折語之間的關係視為一個光譜連續體或混合體。黏著語亦可能在某些詞類上類似孤立語，如日語名詞。
爱斯基摩-阿留申语系等也具黏着语性質、不過因為其一語詞長度的緣故，故常常被歸類為多式综合语（或謂之编插语，相抱语）。

## 範例

### 土耳其語
- 欧洲
- 欧洲人
- 欧洲化
- 使欧洲化
- 无法被欧洲化
- 我们没能被欧洲化
- 我们是没能被欧洲化的人们
- 在没能被欧洲化的我们中
- 在没能被欧洲化的人們中的么？
- 你们是我们无法能够欧洲化的人群中的么？

表面上看起來很複雜，但實際上在土耳其語中，每個詞綴的形式和意義都相當地規律，唯詞綴的母音有母音和諧的現象存在。

### 日語
以行五段他動詞「（讀）」為例：(詳見日語活用)
|  | 的終止形（表現在的動作，並結束句子。）                                                   | 讀                                 |
|  | 讀(未然形) + 使役助動詞「」的終止形                                                      | 要求（某人）讀                     |
|  | 讀(未然形) + 使役助動詞(未然形) + 受身(被動)助動詞「」的終止形                           | 被（其他人）要求讀                 |
|  | 讀(未然形) + 使役助動詞(未然形) + 受身助動詞(連体形) + 形式名詞「」                      | 被（其他人）要求讀的時候           |
|  | 讀(未然形) + 使役助動詞(未然形) + 受身助動詞(連用形) + 過去助動詞「」的終止形            | 曾被（其他人）要求讀               |
|  | 讀(未然形) + 使役助動詞(未然形) + 受身助動詞(連用形) + 過去助動詞(連体形) + 形式名詞「」 | 曾被（其他人）要求讀的事（或狀況） |

注意接續時，後面的單詞會決定前面的單詞型態，也就是使役助動詞與受身助動詞所前接的動詞或助動詞必須是未然形；過去助動詞則要前接連用形；而動詞和助動詞則是以連体形後接名詞。

### 韓語
以動詞「（站立）」為例：
|  | 站                         |
|  | 站著                       |
|  | 能持續站著                 |
|  | 變得能持續站著             |
|  | 變得能持續站著了           |
|  | 應該變得能持續站著了       |
|  | 應該變得能持續站著了(敬語) |

在韓語中，一個詞綴的寫法可能會因下一個連接的詞綴而改變，但意思不變，如表格中的最後兩句「것이다」與「것입니다」就是一例。由上述數例可知，每個特定的意思都有著一個特定的詞綴；若要改變意思，只需改變代表原來意思的那個詞綴就好，而其他的詞綴則不動，除非要改變兩個以上的意思。

## 具体语言
- 阿爾吉克語系
  - 阿爾岡昆語族
    - 中阿爾岡昆語支
      - 克里語

    - 平原阿爾岡昆語支
      - 黑腳語
- 蘇語系
- 納－德內語系
- 馬斯克語系
- 奇楚瓦語系
- 艾馬拉語系
- 薩利希語系
- 猶他－阿茲特克語系
- 南島語系
  - 馬來－波利尼西亞語族
    - 中菲律賓語支
      - 他加祿語

    - 馬來語支
      - 马来語
      - 印尼語

    - 爪哇語
- 尼日爾-剛果語系
  - 大西洋-刚果语族
    - 班圖語支
      - 盧干達語

    - 貝努埃-剛果語支
      - 伊博語
- 亞非語系
  - 柏柏語族
- 达罗毗荼语系
  - 南達羅毗荼語族
    - 泰米爾－康納達語支
      - 泰米爾語
      - 康納達語

  - 中南達羅毗荼語族
    - 泰盧固語
- 愛斯基摩－阿留申語系
  - 阿留申語
  - 愛斯基摩語族
    - 伊努克提圖特語
    - 尤皮克語
- 卡特維爾語系
- 西北高加索語系
- 東北高加索語系
- 通古斯語系
- 烏拉爾語系
  - 芬蘭-烏戈爾語族
- 突厥语系
- 蒙古语系
- 漢藏語系
  - 藏緬語族
    - 藏語
    - 哈卡欽語
- 南亞語系
  - 蒙達語族
    - 北蒙達語支
      - 桑塔利語
- 日琉語系
  - 琉球语
  - 日本语
- 朝鮮語系
  - 朝鮮語
  - 濟州語
- 印歐語系
  - 安那托利亞語族
    - 西臺語
- 胡里安-烏拉爾圖語系
  - 烏拉爾圖語
  - 胡里安語
- 孤立語言
  - 巴斯克語
  - 埃蘭語
  - 拉魯比語
  - 蘇美爾語
- 人工語言
  - 世界語
  - 克林贡語
  - 昆雅語
  - 黑暗語

### 引用
1. ↑  在（サ行以外的）五段動詞 +  + 的狀況下，慣用的未然形是，反倒較少採用從古典日語直接繼承的普通未然形。以上參考，p.179，ISBN 978-9578986220
2. ↑  現代日語動詞的連体形已經和終止形融合，兩者外型沒有區別。